# Sport en Suisse

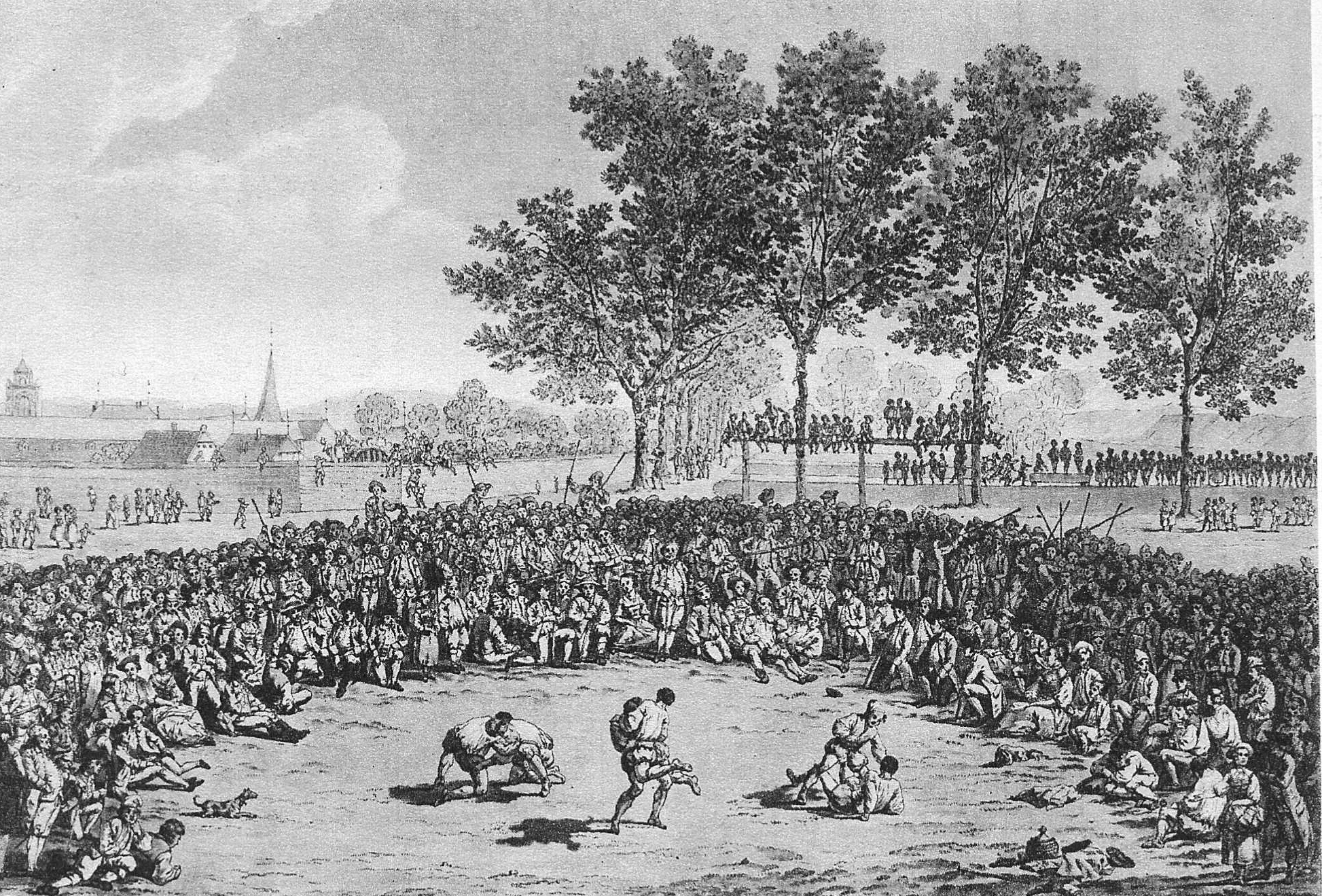
Fêtes du lundi de Pâques sur la grande colline de Berne, en 1775.

Le sport en Suisse occupe une place importante dans la vie quotidienne. En 2008, le pays est classé 13e meilleure nation sportive. Il y a plus de deux millions de licenciés en sport et 20 000 clubs. Les fédérations qui comptent le plus grand nombre de licenciés sont la gymnastique, le football puis le tennis. Malgré la petite taille du pays, la Suisse est dans les huit nations les plus médaillées aux jeux olympiques d'hiver et dans les 25 premières des Jeux olympiques d'été. Le sport en Suisse est organisé par l'Office fédéral du sport qui est rattaché au Département fédéral de la défense, de la protection de la population et des sports. Le mouvement sportif suisse est quant à lui géré par le Swiss Olympic (comité olympique) qui assure le lien entre les autorités politiques, les 82 fédérations sportives suisses et le Comité international olympique.

## Par discipline

### Automobile
- Cyndie Allemann
- Sébastien Buemi
- Marcel Fassler
- Neel Jani
- Herbert Müller
- Clay Regazzoni
- Jo Siffert
- Heini Walter

|                                      |
| Joseph « Jo » Siffert (ici en 1969). |

|                         |
| Marcel Fassler en 2013. |

|                                                                                           |
| Gianclaudio « Clay » Regazzoni, vice-champion du monde de Formule 1 en 1974 (3e en 1970). |

### Aviron
- Hans Walter
- Émile Lachapelle

### Bandy
Le bandy est un sport mineur en Suisse,,,.

### Curling

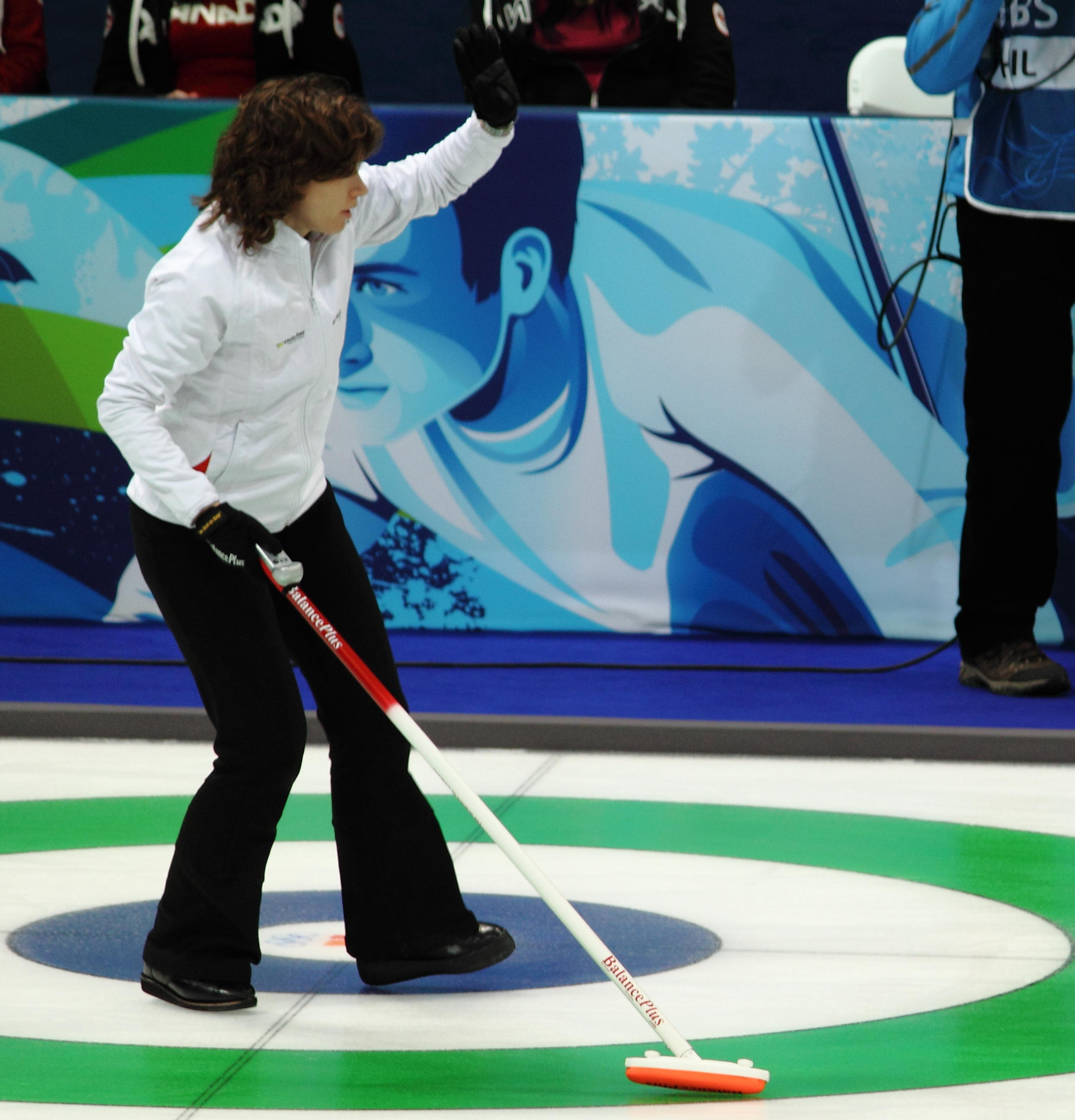
Mirjam Ott en 2010.

### Tennis

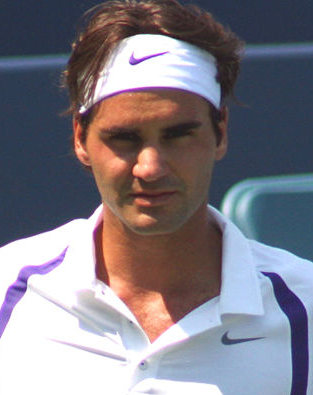
Roger Federer en 2007.

### Bobsleigh
- Gustav Weder
- Donat Acklin
- Marcel Fässler
- Martin Annen

### Cyclisme
|                            |
| Fabian Cancellara en 2007. |

|                             |
| Ferdi Kübler (années 1950). |

- Oscar Egg
- Hugo Koblet
- Albert Zweifel
- Pascal Richard
- Tony Rominger
- Alex Zülle
- Nino Schurter

### Équitation
- Christine Stückelberger
- Henri Chammartin
- Alphonse Gemuseus
- Steve Guerdat

### Football

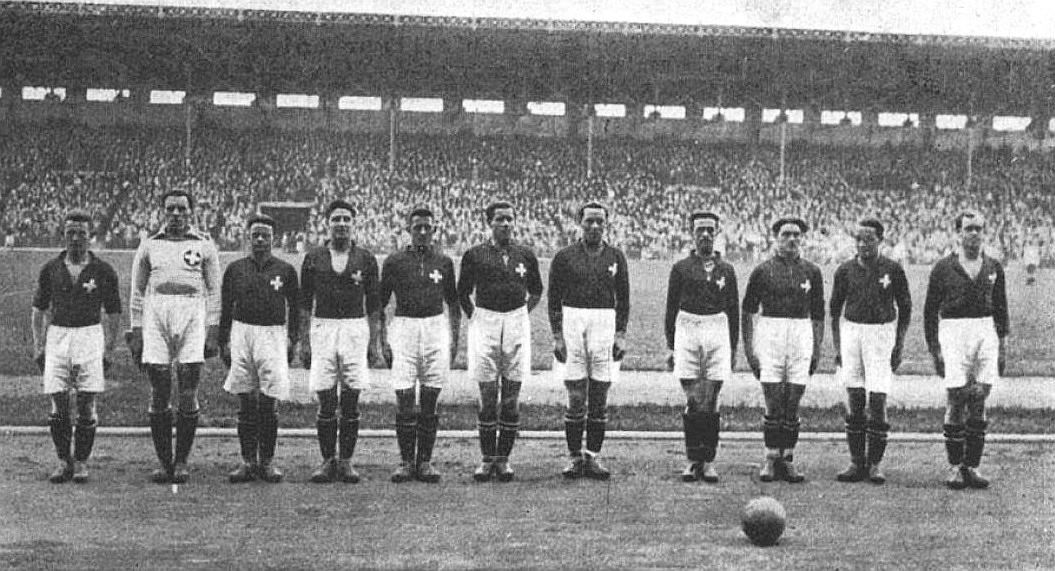
L'équipe de Suisse vice-championne olympique en 1924.

Joueurs notables:
- Stéphane Chapuisat
- Alexander Frei
- Heinz Hermann
- Alain Geiger
- Jacques Fatton
- Fritz Künzli
- Léopold Kielholz

### Gymnastique

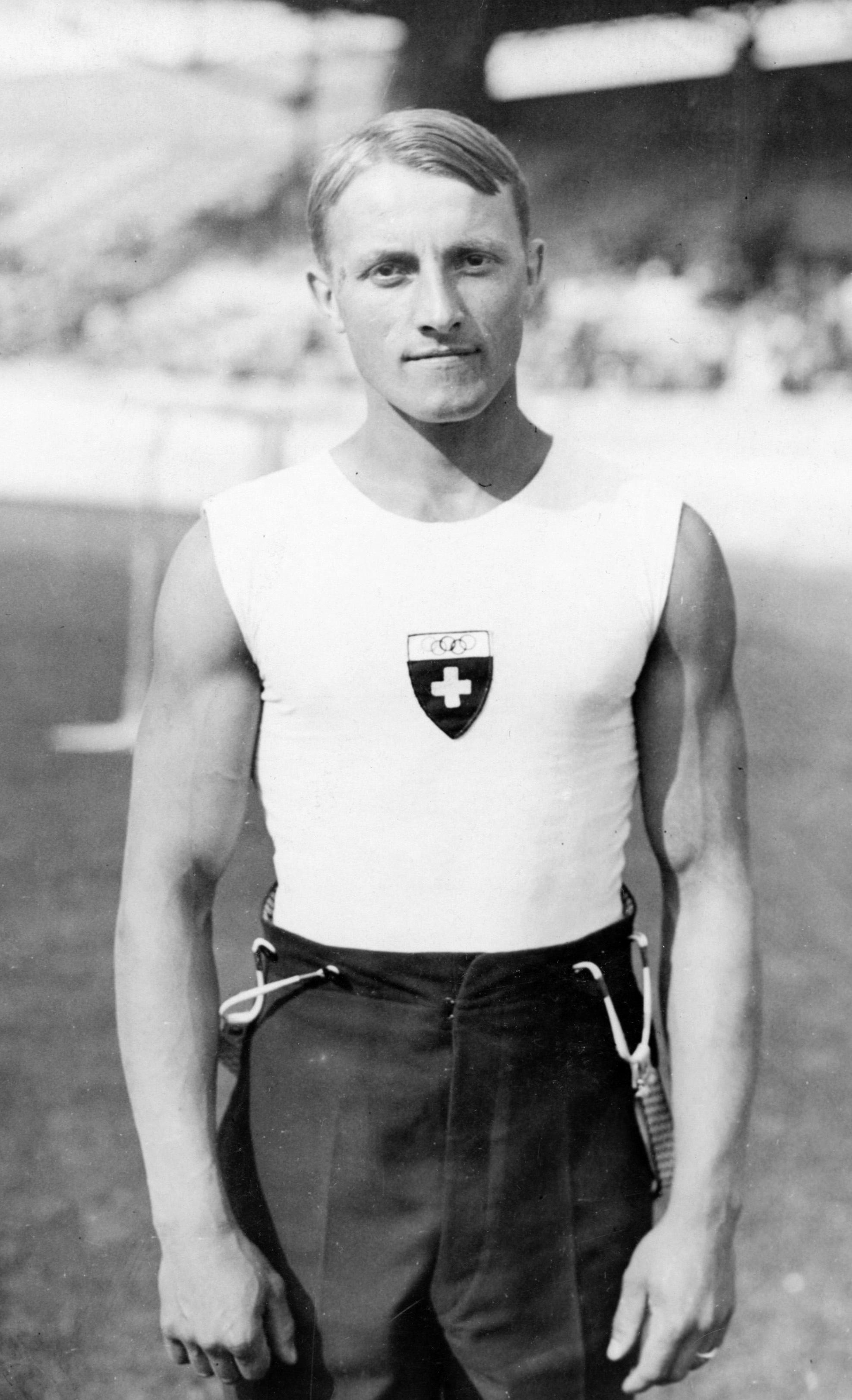
Georges Miez, quadruple champion olympique, huit fois médaillé dans les années 1920 et 1930.

- Georges Miez
- Eugen Mack
- Hermann Hänggi
- August Güttinger
- Walter Lehmann
- Donghua Li

### Hockey sur glace
| |
| Nino Niederreiter représentant les Sound Tigers de Bridgeport durant les épreuves d’habiletés du Match des étoiles de la LAH, en 2013. |

|                                                     |
| David Aebischer avec les SC Rapperswil-Jona Lakers. |

|                                              |
| Jonas Hiller en 2017 sous le maillot suisse. |

|                                                                                                |
| Roman Josi sous le maillot Predators de Nashville, lors de la finale de la Coupe Stanley 2017. |

|                                                                                   |
| Reto Berra sous les couleurs du HC Bienne en 2010, avant son départ pour Calgary. |

|                                                |
| Simon Moser, en 2011, avec l'équipe nationale. |

### Natation
- Hommes
  - Étienne Dagon
  - Jérémy Desplanches
  - Dano Halsall
  - Flori Lang
  - Remo Lütolf
  - Dominik Meichtry
  - Edgar Siegrist
  - Stefan Volery

- Femmes
  - Marie-Thérèse Armentero
  - Hanna Miluska
  - Swann Oberson
  - Flavia Rigamonti
  - Chantal Strasser
  - Maria Ugolkova

### Snowboard
- Philipp Schoch

### Ski alpin
|                             |
| Marie-Theres Nadig en 1973. |

|                            |
| Pirmin Zurbriggen en 1987. |

|                          |
| Vreni Schneider en 1988. |

### Ski (de fond)
- Dario Cologna

### Ski (saut à)
- Simon Ammann

### Tir
- Konrad Stäheli
- Emil Kellenberger

### Voile
- famille de Pourtalès

## Pratique du sport en Suisse
Selon une étude menée par l'Observatoire Sport et activité physique Suisse, 12 % des Suisses de 7 à 99 ans pratiquent une activité sportive au moins occasionnellement. Les disciplines préférées sont le cyclisme, la randonnée pédestre, la natation, le ski alpin puis la course à pied. Cette étude montre également des disparités entre régions linguistiques où la pratique sportive est plus présente en Suisse alémanique devant la Suisse italophone et la Suisse romande. Enfin sur le plan médiatique, les disciplines les plus suivies sont le football, le tennis, le ski alpin, le hockey sur glace, les sports mécaniques, le cyclisme puis l'athlétisme.

## Nombre de membres actifs par fédération en Suisse

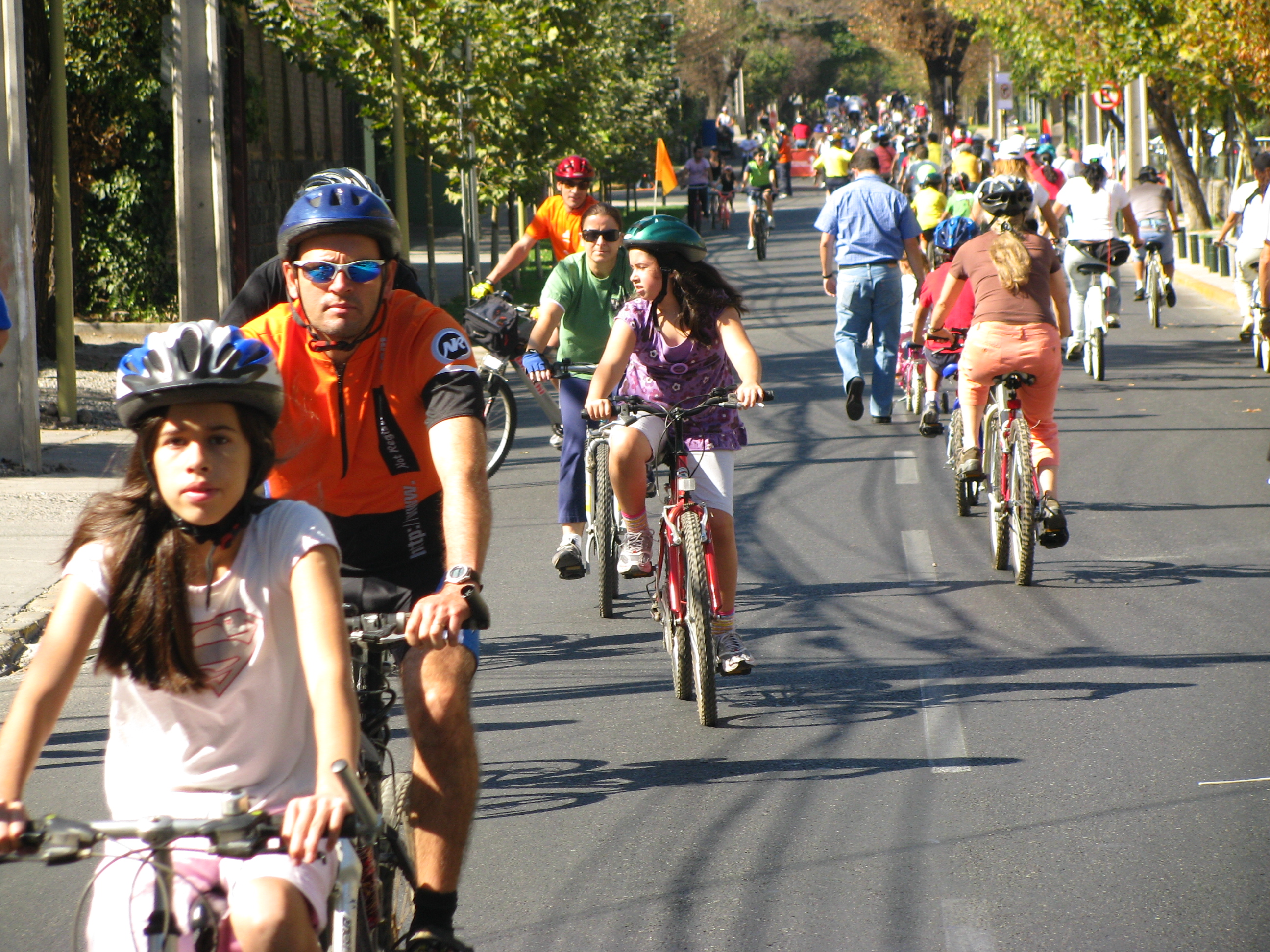
La pratique du cyclisme est très répandue en Suisse.

| Rang | Fédération                               | Nombre de membres actifs (2010) |
| ---- | ---------------------------------------- | ------------------------------- |
| 1    | Fédération Suisse de Gymnastique         | 296 882                         |
| 2    | Association suisse de football           | 272 000                         |
| 3    | Swiss Tennis                             | 188 840                         |
| 4    | Fédération Suisse du Sport Universitaire | 132 647                         |
| 5    | Fédération sportive suisse de tir        | 131 023                         |
| 6    | Club alpin suisse                        | 124 500                         |
| 7    | Swiss-Ski                                | 90 901                          |
| 8    | Association suisse de golf               | 82 755                          |
| 9    | Fédération suisse des sports équestres   | 62 000                          |
| 10   | Fédération suisse de Judo & Ju-Jitsu     | 48 600                          |

## Instances fédérales
L'Office fédéral du sport est l'office fédéral suisse compétent en matière de sport, au sein des autorités fédérales. Il dépend du Département de la défense, de la protection de la population et des sports.